# Hypomeces
Hypomeces är ett släkte av skalbaggar. Hypomeces ingår i familjen vivlar.

## Dottertaxa tillHypomeces, i alfabetisk ordning[1]
- Hypomeces atomarius
- Hypomeces auricephalus
- Hypomeces aurulentus
- Hypomeces bernieri
- Hypomeces cinctus
- Hypomeces confossus
- Hypomeces curtus
- Hypomeces denticollis
- Hypomeces dispar
- Hypomeces fabricii
- Hypomeces gossipi
- Hypomeces guttulatus
- Hypomeces impressicollis
- Hypomeces inflatus
- Hypomeces laniger
- Hypomeces lanuginosus
- Hypomeces lynceus
- Hypomeces marginellus
- Hypomeces modestus
- Hypomeces orientalis
- Hypomeces pauper
- Hypomeces peregrinus
- Hypomeces pollinosus
- Hypomeces pulverulentus
- Hypomeces pulviger
- Hypomeces rusticus
- Hypomeces sparsus
- Hypomeces squamosus
- Hypomeces suturalis
- Hypomeces tibialis
- Hypomeces timorensis
- Hypomeces unicolor
- Hypomeces villosus